# Гамалеевский Харлампиев монастырь
Гамалеевский Харлампиев монастырь — православный женский, С 1733 по 1924 год — мужской монастырь у села Гамалиевка Шосткинского района Сумской области Украины.

## История
Датой основания считается 1702 год, когда на средства Антона Андреевича Гамалея в недавно построенной слободе Гамалеевской была сооружена деревянная церковь Святого Харлампия. При церкви сразу же возник небольшой женский монастырь — Харлампиева пустынка. В 1713 году хлопотами гетьманши Анастасии Скоропадской (1667—1729) она была преобразована в женский монастырь.
В 1714 году на средства гетмана Ивана Ильича Скоропадского, объявившего себя ктитором монастыря, началось каменное строительство. Гетман пожелал сделать монастырь фамильным для своего рода. По-видимому, образцом был выбран соседний Спасо-Преображенский монастырь. Не успев завершить строительство, гетман умер в 1722 году и был похоронен в склепе уже освящённой Харлампиевской каменной церкви. После смерти в 1729 году здесь же похоронили и Анастасию Марковну Скоропадскую.
В 1733 году монастырь по завещанию гетманши преобразовали в мужской и перевели сюда монахов из Мутинского монастыря в Кролевце. В XVIII веке монастырь неоднократно горел.
В 1924 году монастырь был закрыт, в монастырских помещениях устроили дом престарелых и детский приют, в соборе — дом культуры. В 1961 году последовала новая реорганизация — в исправительно-трудовую колонию строгого режима (№ 66), склепы Скоропадских были замурованы, могилы монахов срыты.
В 1994 году Харлампиевая церковь была отреставрирована.